# Hydrokenoralstonit
Hydrokenoralstonit (ehemals Ralstonit) ist ein seltenes Mineral aus der Mineralklasse der Oxide und Hydroxide. Es kristallisiert im kubischen Kristallsystem mit der Zusammensetzung □2Al2F6(H2O), ist also ein Aluminat mit durch Vakanzen gekennzeichneter A-Position und durch Fluor-Ionen charakterisierter X- sowie durch H2O gekennzeichneter Y-Position.
Hydrokenoralstonit fand sich erstmals in Form von maximal 1,5 mm großen Kristallen, die hauptsächlich das Oktaeder zeigen. Seine Typlokalität ist die Kryolith-Lagerstätte Ivigtut bei Ivittuut (Ivigtut) (Koordinaten der Kryolith-Lagerstätte Ivigtut) am Südufer des Ilorput (Arsukfjords), Distrikt Ivittuut in der Kommuneqarfik Sermersooq im autonomen Teil Grönland des Königreichs Dänemark.

## Etymologie und Geschichte

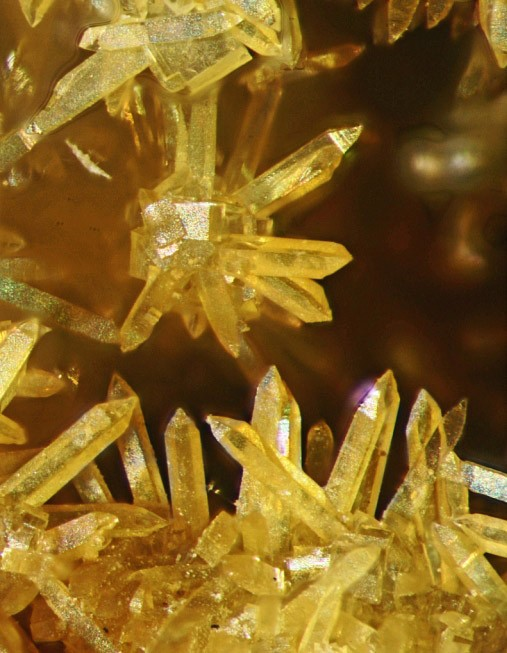
Würfeliger Hydrokenoralstonit auf obeliskenförmigen Thomsenolith-Kristallen aus der Lagerstätte Ivigtut, Grönland (Sichtfeld: 2,4 mm × 3,0 mm)

Anfang der 1870er Jahre fielen dem Reverend James Grier Ralston aus Norristown, Pennsylvania/USA auf einer Stufe aus der Kryolith-Lagerstätte Ivigtut winzige, mit Thomsenolith vergesellschaftete oktaedrische Kristalle auf, die er nicht identifizieren konnte und die Stufe deshalb an James Dwight Dana, Professur für Naturgeschichte und Geologie an der Yale University, sandte. Dieser übergab die Stufe zur Identifizierung an George Jarvis Brush. Nach umfangreichen mineralogischen, optischen und chemischen Untersuchungen erkannte Brush die Oktaeder als wasserhaltiges Aluminiumfluorid („hydrous fluoride of aluminum“) und damit als neues Mineral, dessen wissenschaftliche Erstbeschreibung er 1871 im amerikanischen Wissenschaftsmagazin „American Journal of Science“ veröffentlichte. George Jarvis Brush benannte das neue Mineral zu Ehren von James Grier Ralston (1815–1880), der es als Erster beobachtet hatte, als Ralstonit (englisch Ralstonite).
Obwohl bereits Adolf Pabst im Jahre 1939 und Hans Pauly im Jahre 1965 die Kristallstruktur des Ralstonits als zum „Pyrochlor-Typ“ gehörig erkannten, wurde Ralstonit bei der Überarbeitung der Nomenklatur der „Pyrochlorgruppe“ zur neuen Pyrochlor-Obergruppe (Pyrochlor-Supergruppe) „vergessen“. Erst im Jahre 2017, nachdem 2016 die Anerkennung durch die International Mineralogical Association (IMA) erfolgt war, benannten Daniel Atencio, Marcelo B. Andrade, Artur Cezar Bastos Neto und Vitor Paulo Pereira den Ralstonit in Hydrokenoralstonit um und gliederten ihn in die Ralstonitgruppe innerhalb der Pyrochlor-Obergruppe ein. Während der weiteren Überarbeitung der Nomenklatur der Pyrochlor-Obergruppe (Pyrochlor-Supergruppe) wurde weiterhin festgelegt, dass der Vertreter der Pyrochlor-Obergruppe mit einer durch M3+-Kationen dominierten B-Position im Kristallgitter und darunter der Dominanz von Al sowie einer durch F− dominierten X-Position in die Ralstonitgruppe zu stellen sind. Da aber eine Mineralgruppe mindestens aus zwei Mineralen bestehen muss, kann derzeit (2018) die Ralstonitgruppe nicht als Mineralgruppe angesehen werden, da Hydrokenoralstonit momentan das einzige Mitglied dieser Gruppe wäre. Hydrokenoralstonit wird deshalb als nicht zugeordneter Vertreter der Pyrochlor-Obergruppe betrachtet. Die Bezeichnung „Ralstonit“ wurde diskreditiert.
Die von George A. Desborough und Ora Rostad 1980 beschriebene Phase AHF (hydrated aluminum hydroxy-fluoride) und der von Orlando Renato Rigon Minuzzi und Kollegen 2003 beschriebene Atroarit aus dem durch die „Pitinga Mine“ (Koordinaten der Pitinga Mine) erschlossenen A-type-Granitpluton „Madeira“ bei Presidente Figueiredo im brasilianischen Bundesstaat Amazonas haben sich ebenfalls als Hydrokenoralstonit erwiesen.
Das Typmaterial für Hydrokenoralstonit (Ralstonit) wird unter der Katalognummer 1.4437 in der Sammlung der Yale University, New Haven, Connecticut, USA, aufbewahrt.

## Klassifikation
Die aktuelle Klassifikation der International Mineralogical Association (IMA) zählt den Hydrokenoralstonit zur Pyrochlor-Obergruppe mit der allgemeinen Formel A2–mB2X6–wY1–n, in der A, B, X und Y unterschiedliche Positionen in der Struktur der Minerale der Pyrochlor-Obergruppe mit A = Na, Ca, Sr, Pb2+, Sn2+, Sb3+, Y, U, □, oder H2O; B = Ta, Nb, Ti, Sb5+ oder W; X = O, OH oder F und Y = OH−, F, O, □, H2O oder sehr große (>> 1,0 Å) einwertige Kationen wie K, Cs oder Rb repräsentieren. Zur Pyrochlor-Obergruppe gehören neben Hydrokenoralstonit noch Fluorcalciomikrolith, Fluornatromikrolith, Hydrokenomikrolith, Hydroxycalciomikrolith, Hydroxykenomikrolith, Kenoplumbomikrolith, Oxynatromikrolith, Oxystannomikrolith, Oxystibiomikrolith, Cesiokenopyrochlor, Fluorcalciopyrochlor, Fluornatropyrochlor, Hydrokenopyrochlor, Hydropyrochlor, Hydroxycalciopyrochlor, Hydroxykenopyrochlor, Hydroxymanganopyrochlor, Hydroxynatropyrochlor, Oxycalciopyrochlor, Fluorcalcioroméit, Hydroxycalcioroméit, Hydroxyferroroméit, Oxycalcioroméit, Oxyplumboroméit, Hydrokenoelsmoreit, Hydroxykenoelsmoreit und Fluornatrocoulsellit.
Hydrokenoralstonit ist derzeit ein nicht zugeordneter Vertreter der Pyrochlor-Obergruppe. Beim Nachweis eines weiteren Mitglieds der Pyrochlor-Obergruppe mit Al3+-Dominanz auf der B-Position und F−-Dominanz auf der X-Position würde innerhalb der Pyrochlor-Obergruppe die Ralstonitgruppe etabliert werden.
In der veralteten 8. Auflage der Mineralsystematik nach Strunz gehörte der Hydrokenoralstonit zur Mineralklasse der „Halogenide“ und dort zur Abteilung „Doppelhalogenide“, wo er gemeinsam mit Chiolith, Neighborit, Prosopit und Weberit in der „Prosopit-Chiolith-Ralstonit-Gruppe“ mit der Systemnummer III/B.05 steht.
In der zuletzt 2018 überarbeiteten Lapis-Systematik nach Stefan Weiß, die formal auf der alten Systematik von Karl Hugo Strunz in der 8. Auflage basiert, erhielt das Mineral die System- und Mineralnummer III/C.03-060. Dies entspricht der Klasse der „Halogenide“ und dort der Abteilung „Doppelhalogenide (meist mit OH, H2O)“, wo Hydrokenoralstonit zusammen mit Carlhintzeit, Chiolith, Karasugit, Neighborit, Prosopit, Rosenbergit, Thermessait, Thermessait-(NH4), Topsøeit, Usovit und Weberit eine unbenannte Gruppe mit der Systemnummer III/C.03 bildet.
Die von der International Mineralogical Association (IMA) zuletzt 2009 aktualisierte 9. Auflage der Strunz’schen Mineralsystematik ordnet den Hydrokenoralstonit in die Klasse der „Halogenide“ und dort in die Abteilung „Komplexe Halogenide“ ein. Hier ist das Mineral in der Unterabteilung „Gerüst-Aluminofluoride (Tekto-Aluminofluoride)“ zu finden, wo es als einziges Mitglied eine unbenannte Gruppe mit der Systemnummer 3.CF.05 bildet.
In der vorwiegend im englischen Sprachraum gebräuchlichen Systematik der Minerale nach Dana hat Hydrokenoralstonit die System- und Mineralnummer 11.06.12.01. Das entspricht der Klasse der „Halogenide“ und dort der Abteilung „Komplexe Halogenide – Aluminiumfluoride“. Hier findet er sich innerhalb der Unterabteilung „Komplexe Halogenide - Aluminiumfluoride mit verschiedenen Formeln“ als einziges Mitglied in einer unbenannten Gruppe mit der Systemnummer 11.06.12.

## Chemismus
Elf Mikrosondenanalysen an Hydrokenoralstonit-Körnern aus der „Pitinga Mine“ ergaben Mittelwerte von 2,14 % Na2O; 0,02 % K2O; 0,55 % Rb2O; 3,20 % MgO; 0,01 % CaO; 52,63 % Al2O3; 36,47 % F; 22,70 % H2O; (O ≡ F) –15,35 %; Summe = 102,36 %. Auf der Basis von sechs (F+OH)-Anionen pro Formeleinheit wurde aus der chemischen Analyse für Hydrokenoralstonit die empirische Formel (□1,87Na0,12Rb0,01)Σ=2,00(Al1,86Mg0,14)Σ=2,00[F3,46(OH)2,54]Σ=6,00(H2O) berechnet, die zu □2Al2F6(H2O) vereinfacht wurde. Die aktuellste empirische Formel für einen Hydrokenoralstonit aus der Typlokalität wird mit (□1,30Na0,70)Σ=2,00(Al1,30Mg0,70)Σ=2,00[F4,18(OH)1,82]Σ=6,00(H2O) angegeben.
Bereits Hans Pauly hatte darauf hingewiesen, dass Ralstonit von verschiedenen Lokalitäten z. T. große Schwankungen in der chemischen Zusammensetzung aufweist. Herta Effenberger und Friedrich Kluger zufolge treten auch innerhalb eines Mineralkorns beträchtliche Unterschiede in der Zusammensetzung auf. Hydrokenoralstonit aus der „Pitinga Mine“ bildet hingegen chemisch homogene Kristalle.
Hydrokenoralstonit ist neben Rosenbergit, AlF[F0,5(H2O)0,5]4·H2O, und Zharchikhit, AlF(OH)2, sowie den noch nicht als Mineral beschriebenen „UM1990-28-OHF:Al“, Al(OH,F)3 und „Unnamed (Basic Aluminium Fluoride Monohydrate)“, Al(OH)0,5F2,5·H2O, das einzige Mineral mit der Elementkombination Al – F – H – O. Für die Elementkombination Al – F – H – Mg – Na – O ist Hydrokenoralstonit der weltweit einzige Vertreter. Chemisch ähnlich sind hier u. a. Fluoro-Nybøit, NaNa2(Mg3Al2)(AlSi7O22)(F,OH)2, und Jarlit, Na(Sr,Na)7MgAl6F32(OH,H2O)2.
Innerhalb der Pyrochlor-Obergruppe sind theoretisch durch die vier verschiedenen zu besetzenden Positionen eine Vielzahl von Substitutionsmöglichkeiten vorhanden. Untergruppen-übergreifend ist Hydrokenoralstonit das Al-dominante Analogon des W6+-dominierten Hydrokenoelsmoreits, des Ta5+-dominierten Hydrokenomikroliths und des Nb5+-dominierten Hydrokenopyrochlors.

## Kristallstruktur

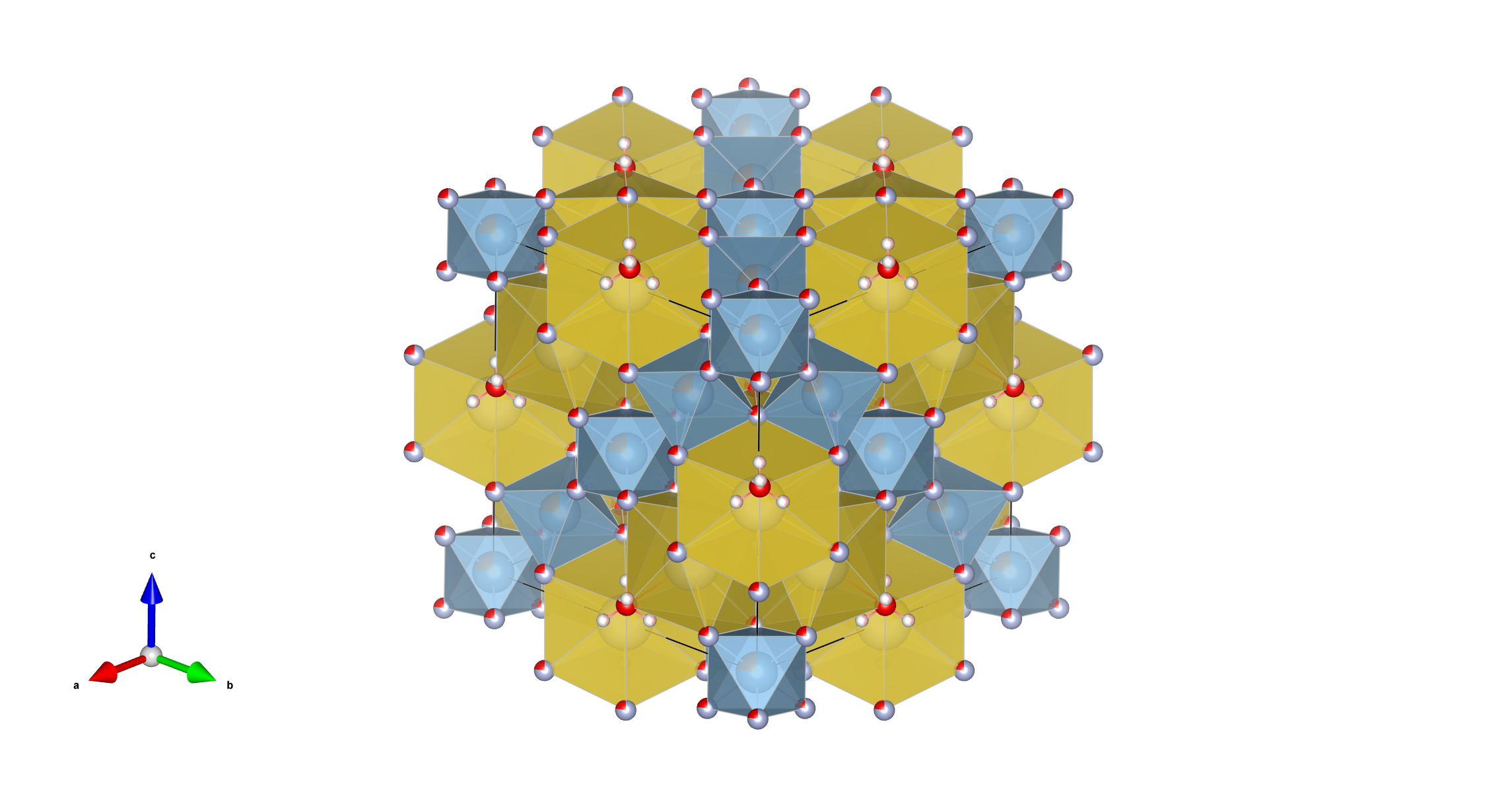
Kristallstruktur von Hydrokenoralstonit als Kationen-zentrierte polyedrische Darstellung

Hydrokenoralstonit kristallisiert im kubischen Kristallsystem in der Raumgruppe Fd3m (Raumgruppen-Nr. 227) mit dem Gitterparameter a = 9,8455 Å sowie acht Formeleinheiten pro Elementarzelle.
In der Kristallstruktur des Hydrokenoralstonits bilden eckenverknüpfte (Al,Mg)(F,OH)6-Oktaeder ein dreidimensionales Gerüst mit Hohlräumen in Form von verzerrten Würfeln bilden. Die achtfach koordinierten Natriumatome besetzen die diese Hohlräume in dem beschriebenen Gerüst.
Auch kleine Ralstonit-Kristalle weisen keine einheitliche chemische Zusammensetzung, sondern unterschiedliche H2O- und Na-Gehalte sowie variable Besetzungen der Positionen 16c und 48f mit Al- bzw. Mg- und F- bzw. Oh-Atomen auf. Die Atome auf der B-Position werden oktaedrisch von sechs X-Atomen koordiniert, wobei die Position der B-Atome überwiegend mit Al- und die der X-Atome überwiegend mit F-Atomen besetzt wird. Die Koordinationsfigur um die Na-Atome wird aus sechs X-Atomen gebildet. Ihre Anordnung kann als schwach gewellter äquatorialer Ring um die Na-Atome beschrieben werden.
Das Ow-Atom ist oktaedrisch von sechs X-Atomen umgeben, die als Akzeptoratome der schwachen Wasserstoffbrückenbindungen fungieren können, wobei die stark unterschiedliche Zusammensetzung von Ralstonit die Ausbildung verschiedenartiger, generell jedoch schwacher Wasserstoffbrücken zur Folge hat. Die große Variabilität in der chemischen Zusammensetzung des Ralstonits erfordert für den Einbau von Atomen mit derartig unterschiedlichen Atomradien eine z. T. starke Deformation des Kristallgitters.

## Eigenschaften

### Morphologie

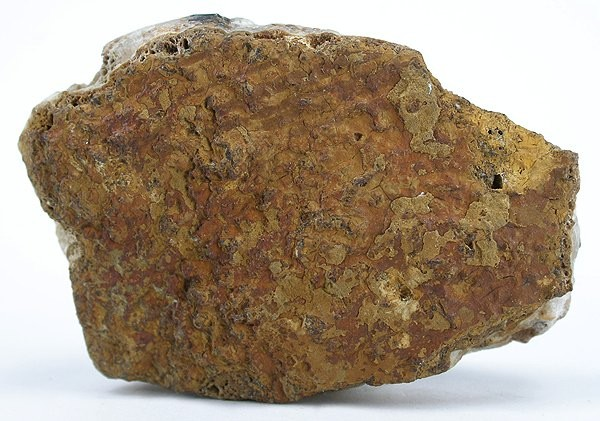
Hagemannit, ein Gemenge aus unreinem Thomsenolith mit Hydrokenoralstonit und Goethit (Größe: 7,1 cm × 4,7 cm × 2,8 cm)

Hydrokenoralstonit entwickelt an seiner Typlokalität bis maximal 3 mm große Kristalle, deren tragende Form hauptsächlich das Oktaeder ist. Seltener sind würfelige Kristalle mit dem Hexaeder {100} als tragender Form oder Kombinationen beider Formen als Kuboktaeder, an denen entweder das Oktaeder oder das Hexaeder die trachtbestimmende Form ist (vergleiche dazu die nebenstehenden Kristallzeichnungen). Zwillingsbildung wurde nicht beobachtet. Anderswo werden bis 1 cm große Kristalle erwähnt.
An der Typlokalität sitzen die Hydrokenoralstonit-Kristalle zumeist auf Thomsenolith-Kristallen, werden von solchen durchspießt bzw. sind mit ihnen verwachsen oder enthalten Thomsenolith als Einschluss. Der von Charles Upham Shepard 1866 beschriebene Hagemannit hat sich als Mixtur aus Thomsenolith, Goethit und Ralstonit erwiesen.

Tracht und Habitus von Hydrokenoralstonit-Kristallen
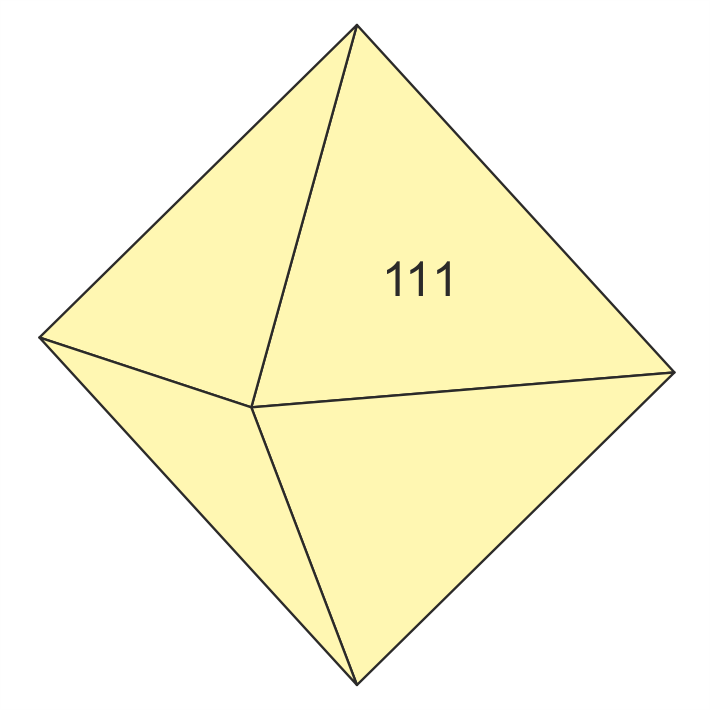
Oktaedrischer Kristall mit {111} als einziger Flächenform
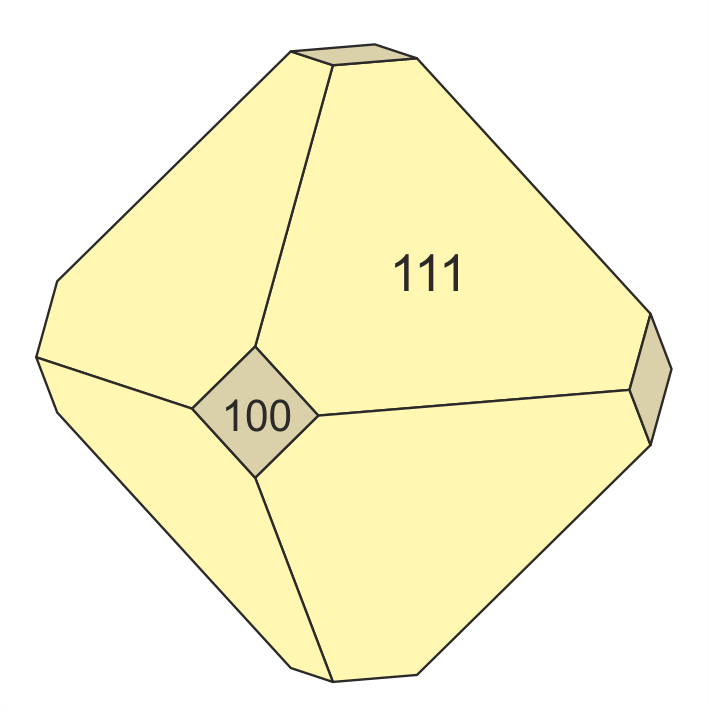
Oktaedrischer Kristall mit untergeordnetem {100}
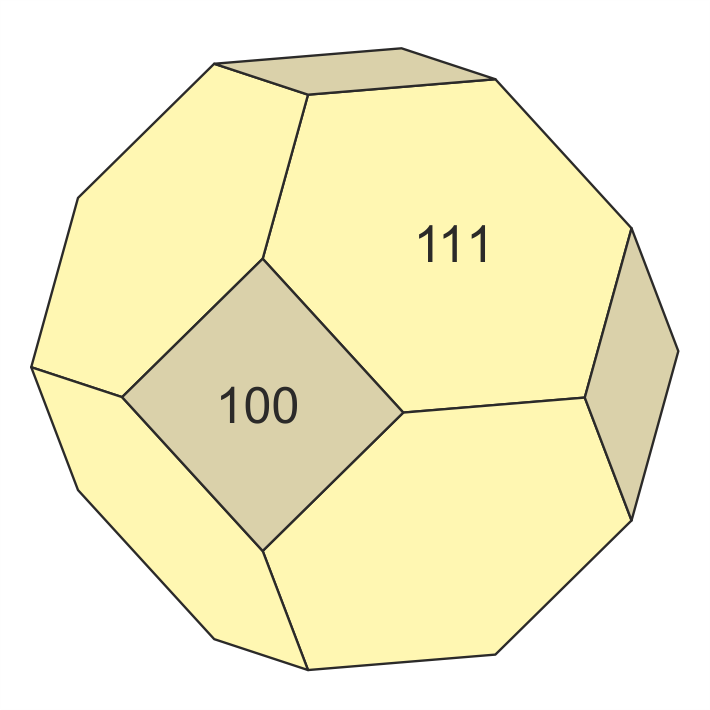
Kombination aus {111} und {100} im Gleichgewicht
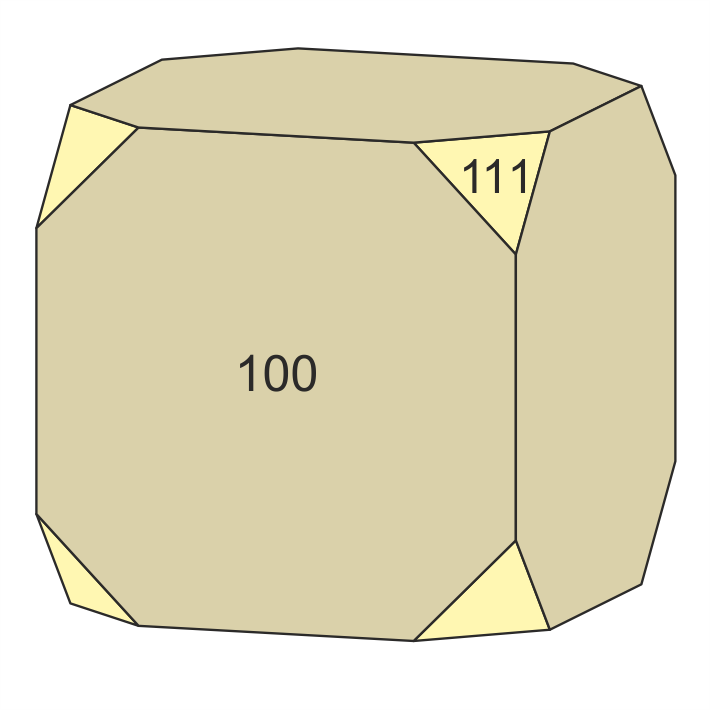
Würfeliger Kristall mit untergeordnetem {111}
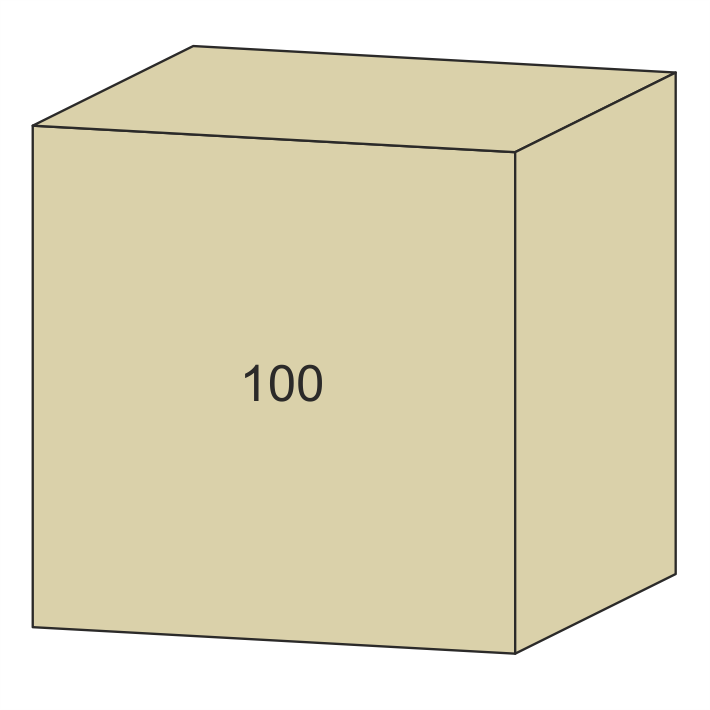
Würfeliger Kristall mit {100} als einziger Flächenform

### Physikalische und chemische Eigenschaften
Die Kristalle des Hydrokenoralstonit sind farblos bis michig weiß und können oberflächlich durch Eisenoxide gelblich oder bräunlich verfärbt sein oder sogar irisieren. Ihre Strichfarbe ist immer gelb. Die Oberflächen des durchscheinenden bis durchsichtigen Hydrokenoralstonits zeigen einen glasartigen Glanz, was sehr gut mit dem niedrigen Wert für die Lichtbrechung (n = 1,399 bis 1,427) übereinstimmt. Hydrokenoralstonit dürfte aufgrund seiner Zugehörigkeit zum kubischen Kristallsystem isotrop sein und keine Doppelbrechung aufweisen, ist jedoch häufig anomal ein- oder zweiachsig. Unter dem Polarisationsmikroskop ist das Mineral im durchfallenden Licht farblos, weist aber einen z. T. komplizierten Sektorbau auf.
Hydrokenoralstonit besitzt eine unvollkommene Spaltbarkeit nach dem Oktaeder {111}. Das Mineral bricht aber ähnlich wie Amblygonit, wobei die Bruchflächen uneben ausgebildet sind. Mit einer Mohshärte von 4,5 gehört das Mineral zu den mittelharten Mineralen, steht zwischen den Referenzmineralen Fluorit (Härte 4) und Apatit (Härte 5) und lässt sich wie diese mehr (Härte 4) oder weniger (Härte 5) leicht mit einem Taschenmesser ritzen. Die gemessene Dichte beträgt 2,56 bis 2,62 g/cm³, die berechnete Dichte 2,554 g/cm³ bis 2,56.
Angaben zu einer möglichen Fluoreszenz im kurz- bzw. langwelligen UV-Licht fehlen.
Vor dem Lötrohr auf Kohle gibt Ralstonit einen weißen Beschlag, wird in der Zange weiß und färbt die Flamme gelb, ist aber nicht schmelzbar. Mit Kobaltlösung Blaufärbung. In Phosphorsalz sowohl in der Oxidations- als auch der Reduktionsflamme vollkommen zu einer farblosen Perle löslich; unter Aufschäumen in der Soda-Perle löslich. Wird im geschlossenen Röhrchen weiß ohne zu schmelzen und gibt zuerst sauer reagierendes Wasser, dann reichlich ebenso wirkende Dämpfe und ein weißes Sublimat, wobei die Wände des Röhrchens geätzt werden. Wird durch Schwefelsäure, H2SO4, unter Entwicklung von Fluorwasserstoff zersetzt. In der Lösung bewirkt Natriumammoniumphosphat (Sal microcosmicum) einen weißen kristallinen Niederschlag von Magnesiumammoniumphosphat.

## Bildung und Fundorte

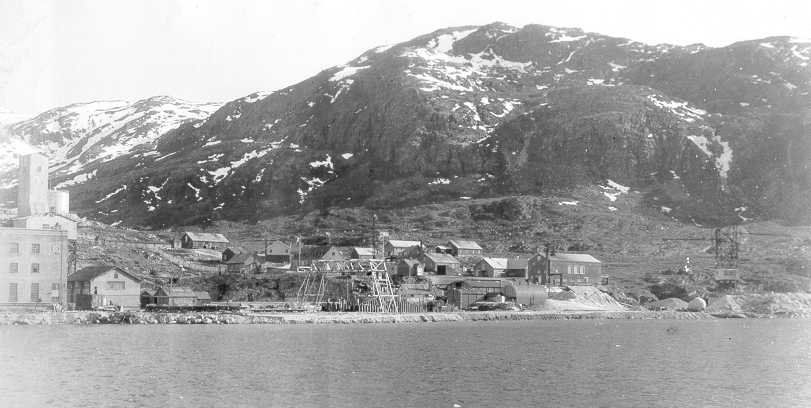
Tagesanlagen der Typlokalität des Hydrokenoralstonits – der Kryolith-Lagerstätte Ivigtut im Sommer 1940

Hydrokenoralstonit findet sich in miarolithischen Hohlräumen fluorreicher Alkali- bzw. Granitpegmatite, wo er zu den zuletzt gebildeten Mineralen gehört, und vergreisten, fluorreichen Zonen von Graniten. Hierzu zählen z. B. seine Typlokalität Ivigtut, die Kryolith-Kryolithionit-Pegmatite im Ilmengebirge im Ural, Russland, oder natriumreiche Granite in der Oslo-Region in Norwegen. Er wurde als späthydrothermale Verdrängung in carbonatitischen Gängen wie z. b. im „Goldie-Carbonatit“, Fremont Co., Colorado/USA, sowie auch in einer hydrothermalen Antimonlagerstätte in silifizierten (verkieselten) Kalksteinen („Miniera di Le Cetine di Cotorniano“ bei Siena, Italien) gefunden. Hydrokenoralstonit wurde ferner in vielen Fumarolen oder mit Fumarolen verknüpften Lagerstätten (z. B. am Vulkan Kljutschewskaja Sopka, Region Kamtschatka, Russland; am Vulkan Kīlauea, Hawaii, USA; am Vulkan El Misti bei Arequipa, Peru; am Vesuv, Kampanien, Italien; am Mount Erebus, Antarktis; im Valley of Ten Thousand Smokes, Alaska sowie am Vulkan Usu, Hokkaido, Japan) beobachtet. Schließlich bildet sich Hydrokenoralstonit als Produkt der niedrigtemperierten Alteration von basaltischen bis rhyolitischen Gesteinen in sauren, fluorreichen Umgebungen. Am Vulkan Kljutschewskaja Sopka auf Kamtschatka findet sich Hydrokenoralstonit als Alterationsprodukt von Basalt und Andesit-Basalt, welches durch Einwirkung von HF in vulkanischen Gasen bei Temperaturen von 200–300 °C entstand. Hydrokenoralstonit kann sich jedoch in allen niedrigtemperierten, sauren, fluorreichen Umgebungen bilden.
Typische Begleitminerale des Hydrokenoralstonits in seinem Typmaterial sind Thomsenolith und Kryolith. In der brasilianischen „Pitinga Mine“ ist Hydrokenoralstonit mit Halloysit, Galenit und Sphalerit vergesellschaftet. Weitere Parageneseminerale an anderen Fundpunkten sind Pachnolith, Chiolith, Elpasolith, Colquiriit, Gearksutit, Weberit, Prosopit und Fluorit sowie Siderit, Quarz, Limonit, Wulfenit und Kassiterit.

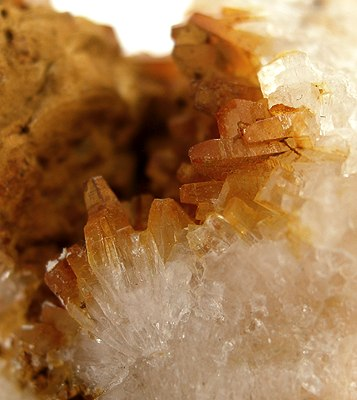
Ausschnitt aus der in der Infobox abgebildeten Stufe mit würfeligem Hydrokenoralstonit und säuligen Thomsenolith-Kristallen

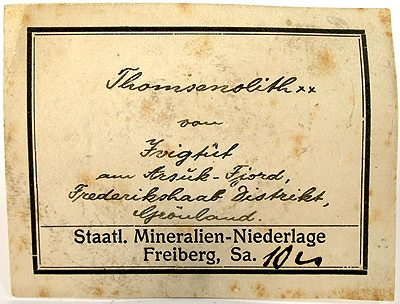
Von Felix Edelmann, Faktor der Staatlichen Mineralienniederlage in Freiberg, geschriebenes Etikett zu der in der Infobox abgebildeten Stufe

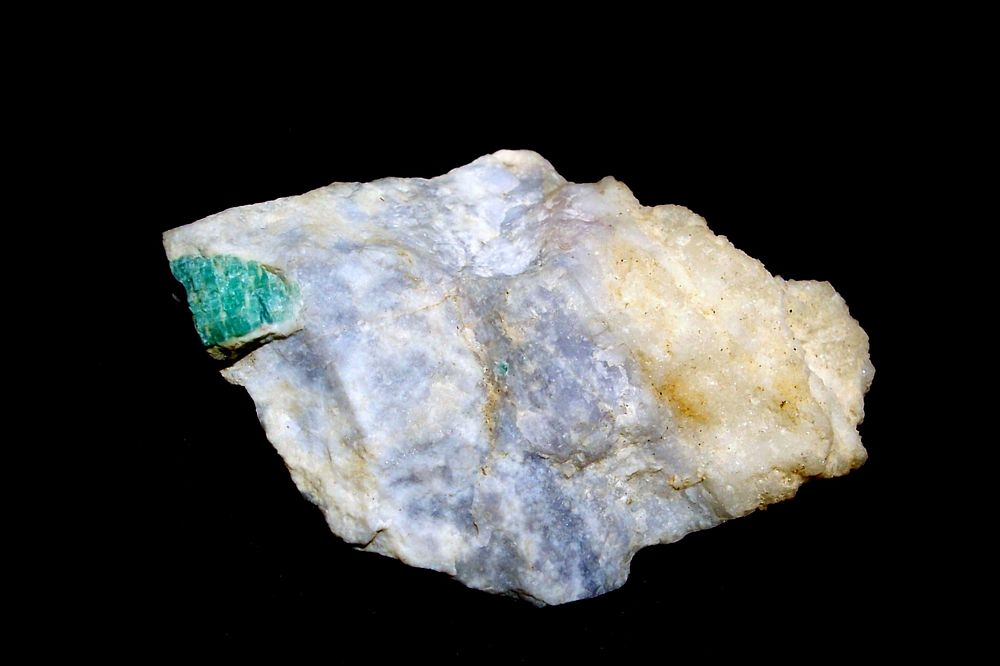
Lavendelfarbener Prosopit mit Amazonit (links) und Thomsenolith- und Hydrokenoralstonit-Kristallen (rechts) aus der „Morefield Mine“ bei Winterham in Virginia/USA

Als seltene Mineralbildung konnte der Hydrokenoralstonit bisher (Stand 2018) von rund 50 Fundpunkten beschrieben werden. Die Typlokalität für Hydrokenoralstonit ist die Kryolith-Lagerstätte Ivigtut bei Ivittuut (Ivigtut) am Südufer des Ilorput (Arsukfjords), Distrikt Ivittuut in der Kommuneqarfik Sermersooq im autonomen Teil Grönland des Königreichs Dänemark.
In Deutschland kennt man als Fundort für Hydrokenoralstonit nur die „Grube Anna“ bei Alsdorf unweit Aachen, Nordrhein-Westfalen. In der Schweiz kommt das Mineral lediglich im Gebiet Wannigletscher – Scherbadung (Pizzo Cervandone), Kriegalptal, Binntal, Wallis, vor. Fundstellen für Hydrokenoralstonit in Österreich sind nicht bekannt.
Weitere Fundpunkte für Hydrokenoralstonit sind:
- der Mount Erebus, James-Ross-Insel, Viktorialand, Antarktische Halbinsel, Ostantarktika, und aktive Fumarolen am Stratovulkan auf Deception Island, Südliche Shetlandinseln, Antarctic Peninsula, Westantarktika, beide in der Antarktis
- „Tom’s Phosphate Quarry“ bei Kapunda, nördliche Mount Lofty Ranges, South Australia, und die „Mount Bischoff Mine“ bei Waratah im gleichnamigen Distrikt, Waratah-Wynyard Municipality, Tasmanien, beide in Australien
- die „Mina Colquiri“ bei Colquiri, Provinz Inquisivi, Department La Paz, Bolivien
- die „Pitinga Mine“ bei Presidente Figueiredo im Bundesstaat Amazonas und der Pegmatit „Serra Branca“ bei Pedra Lavrada in der Mineralprovinz Borborema, Paraíba, beide in Brasilien
- der Pico do Fogo auf der Insel Ilha do Fogo, Ilhas de Sotavento, Kap Verde
- der Pegmatit „Murskelouhos“ sowie der topasführende Stockscheiderpegmatit, beide im stockförmigen „Kymi“-Granit bei Kotka, Etelä-Suomen lääni, Finnland
- der „Hilarion Mine“ (neugriechisch Ορυχείο Ιλάριον) im Gebiet der Kamariza Mines beim Dorf Agios Konstantinos (Kamariza) (neugriechisch Αγ. Κωνσταντίνος (Καμάριζα), Λαύρι) unweit Plaka im Gebiet von Sounion im Bergbaudistrikt Lavrion, Region Attika, Griechenland
- der Stratovulkan Hekla im Gemeindegebiet Rangárþing ytra sowie der Aschenkegel des Eldfell auf der Insel Heimaey und die Lavaröhre „Grillid“ (Cave S-4) auf der Insel Surtsey, beide auf den Westmännerinseln, alle in Suðurland, Island
- der Stratovulkan Monte Vesuvio, Monte Somma-Vesuv-Komplex, Neapel, und San Prisco, Provinz Caserta, Phlegräische Felder, beide Kampanien, die „Area del Monte Cervandone“, Alpe Devero, Baceno, Valle Devero, Valle Antigorio, Ossolatal, Provinz Verbano-Cusio-Ossola, Region Piemont, und die „Miniera di Le Cetine di Cotorniano“ bei Chiusdino, Provinz Siena, Region Toskana, alle in Italien
- Hochtemperaturfumarolen am Stratovulkan Showa-shinzan (Usu-shinzan), ehemalige Provinz Iburi, Hokkaidō, und der Granitpegmatitdistrikt Tanakami-yama bei Ōtsu, Präfektur Shiga, Region Kinki, Honshū, beide in Japan
- Miarolen in einem Granit bei Gwantu, Kaduna, Kaduna, Nigeria
- Elpidit-reiche Monzonite am Fluss Gjerdingselva (Gjerdingen), Nordmarka, Lunner, Oppland, Norwegen
- die brennende Kohlehalde des zum Rybnicki Okręg Węglowy (Rybniker Kohlenrevier) gehörenden Steinkohlenbergwerks Marcel in Radlin, Woiwodschaft Schlesien, Polen
- der Schildvulkan des Piton de la Fournaise auf dem französischen Übersee-Département La Réunion
- das Alkaligesteinsmassiv Burpala am Fluss Maigunda, einem linken Nebenfluss der Mama, Burjatien, Prebaikalia (Pribaikal'e), Föderationskreis Sibirien, Russland
- die Caldera des Elbrus, Republik Kabardino-Balkarien, Russland
- das Nördliche Fumarolenfeld am Ersten Aschenkegel sowie am Zweiten Aschenkegel am nördlichen Durchbruch der Großen Spalteneruption (Great Fissure), Vulkan Tolbatschik, Region Kamtschatka, Föderationskreis Ferner Osten, Russland (russisch Первый и Второй шлаковный конус Северного прорыва, Толбачик, Камчатка)
- Greisen in der Zinn-Lagerstätte „Yaroslavskoe“ im Erzdistrikt Voznesenskii, Region Primorje, Föderationskreis Ferner Osten, Russland
- die Niob-Tantal-Zirkonium-Lagerstätte „Ulug-Tanzek“, Republik Tuwa, Föderationskreis Sibirien, Russland
- die Ta-Nb-Lagerstätte Katugin (Katuginskoe) im Rajon Tschita (ehemalige Oblast Tschita), und die Molybdän-Lagerstätte Zharchikhinskoe, beide in der Region Transbaikalien, Föderationskreis Sibirien, Russland
- der Pit No. 69 (G.I. Gasberg’s Topaz-Cryolite Pit), Ilmen-Naturreservat, Ilmengebirge, Oblast Tscheljabinsk, Südural, Föderationskreis Ural, Russland
- die Insel Tristan da Cunha, St. Helena, Ascension und Tristan da Cunha
- die Fluoritlagerstätte „Slipfontein“ auf dem Farmgebiet Slipfontein 551 KQ bei Brits (Brits District), Westlicher Bushveld-Komplex, Distrikt Bojanala Platinum, Provinz Nordwest, Südafrika
- das Erzfeld „Perzhanskoe“ (Beryllium-Lagerstätte „Perga“), Oblast Schytomyr, Ukraine
- das Valley of Ten Thousand Smokes, Dillingham Census Area, Alaska, Vereinigte Staaten (USA)
- die „Shattuck Mine“ und die „Southwest Mine“ bei Bisbee, Warren District, Mule Mountains, Cochise County, sowie der Sunset Crater innerhalb der San Francisco Peaks, Coconino County, alle in Arizona, USA
- der „Pegmatit 30-4“, die „Cryolite Mine“ (Pegmatit 65-2) und der „Eureka tunnel“ (Pegmatit 1-15) am St. Peter’s Dome im gleichnamigen Distrikt, El Paso Co., und der Carbonatit Goldie im Fremont County, alle in Colorado, USA
- der Vulkan Kīlauea sowie unspezifizierte Lavaröhren im Hawaii County auf Hawaii, USA
- „Big Southern Butte“, Butte Co., Idaho, USA
- das „Green-Prospect“ im Lake District, Churchill County, das „Blazer-Prospect“ im Iowa Canyon District, Lander County, und der „Zapot-Pegmatit“ in der Gillis Range, Fitting District, Mineral Co., alle in Nevada, USA
- die „Little-Blanca-Mountain-Prospects“ in den Sierra Blanca Peaks, Hudspeth County, Texas, USA
- die „Spider Mine“ in den Honeycomb Hills und die Thomas Range, beide im Juab County, Utah, USA
- die „Morefield Mine“ im gleichnamigen Pegmatit bei Winterham, Amelia County, Virginia, USA

## Verwendung
Aufgrund seiner Seltenheit ist Hydrokenoralstonit ohne jede praktische Bedeutung und nur für den Mineralsammler interessant.